# Protosticta plicata
Protosticta plicata – gatunek ważki z rodziny Platystictidae.